# Eric Vernan
Eric Vernan (Clarendon, 24 marzo 1980) è un ex calciatore giamaicano, di ruolo difensore.

## Carriera

### Club
Vernan vestì la maglia del Portmore United, prima di essere ingaggiato dai norvegesi del Nybergsund-Trysil. Esordì nell'Adeccoligaen in data 6 settembre 2009, quando fu titolare nella vittoria per 4-1 sullo Skeid. La prima rete arrivò il 27 settembre, nel corso di una sfida contro il Mjøndalen: la marcatura fissò il punteggio sul 3-3 finale. Nel corso del 2010, fece ritorno al Portmore United.

### Nazionale
Conta 29 presenze e 3 reti per la Giamaica. Fece parte delle squadre che parteciparono alle edizioni 2009 e 2011 della CONCACAF Gold Cup.